# Жижия
Жижия (укр. Жижия, рум. Jijia) — река в Румынии и на Украине, правый приток Прута, относится к бассейну Дуная.
Истоки реки Жижия находятся на территории Украины, в Черновицкой области, вблизи границы с Румынией, на высоте 410 метров над уровнем моря. Река течёт в юго-восточном направлении через румынский регион Западная Молдавия, пересекает жудец Ботошани и впадает в реку Прут на территории жудеца Яссы.
Длина реки Жижия составляет 275 километров. Площадь бассейна — 5757 км². Главные её притоки — реки Ситна, Милетин и Бахлуй. На правом берегу реки Жижия расположен город Дорохой.